# 竺芝珊
竺芝珊（19世纪—1971年），民国时期财经政治人物。蒋中正之妹夫，浙江奉化人。

## 生平简介
浙江奉化王庙镇（今萧王庙街道）后竺村人，祖上曾是望族。蒋中正之母王采玉于1890年生蒋瑞莲，是蒋家长女，蒋中正之妹。竺芝珊16岁时即在蒋家玉泰盐铺做店员，为人忠厚，干活勤快，人品不错，并与蒋瑞莲青梅竹马。经王采玉做主，蒋瑞莲嫁给竺芝珊，與蔣介石關係很好，曾任蔣緯國之教習、佛山籌餉委員、蘇州稅務局長、中國農民銀行常務董事、津浦鐵路車務總段長等職:106。有一子三女，子竺培风，国军王牌飞行员，因飞机机械故障殉职。有一女竺培英。
國民黨北伐前，竺芝珊奉蒋之命，前往广州佛山担任北伐军筹饷委员。后转至江苏，担任苏州税务局长。曾担任中国农民银行董事长。并曾在铁路部门任职，担任津浦铁路车务总段长。
1971年8月20日，猝逝于台湾交通银行董事长任上。同年8月29日上午在臺北市立殯儀舘景行廳舉行公祭，旋即發引安葬於臺北市三張犁寧波同鄉會墓園。

## 家世
- 岳父：蒋肇聪
- 岳母：王采玉
- 妻舅：蒋中正
- 妻：蒋瑞莲
  - 子：竺培风（1916年－1947年），上海萬竹小學畢業，17歲和蔣緯國一道進蘇州東吳中學，其後進中央大學土木工程，畢業後，留學英國倫敦，先讀倫敦大學，後轉到劍橋大學土木工程系，畢業後回國，適逢中國抗日戰爭後期，政府號召知識青年從軍，蔣介石特命竺培風參加空軍學習飛行，派往美國亞利桑那州威廉機場等地見習，經過初級、中級、高級等階段飛行訓練，學成後返國，被任為空軍二中隊少尉飛行員[3]:106。抗戰後期在二中隊擔任B-25中型少尉飛行員，駐紮漢中，梁山等基地[3]:106。国军王牌飞行员。1947年1月8日赴西安，12月由西安飛返徐州，因飛機機件故障，墜落於開封以西20公里之韓莊附近，不幸罹難[3]:106。妻為楊森三女楊郁友。
    - 孫女：竺友冰（Dorothea Wu，从夫姓），美籍华人，现居纽约，任职银行业。夫為邬永扬（Felix Wu），祖籍奉化，美籍華裔物理学家。
      - 外曾孫：Albert Wu

  - 养女：竺培英（1925年－2006年），曾任上海卢湾区政协委员，上海市第七和第八届政协委员。
- 二太太：胡秀英
  - 女： 竺培珠
    - 外孫：林佳木
    - 外孫女：竺友兰、竺有黎